# Российская (советская) мультипликация
Росси́йская (сове́тская) мультипликация — серия памятных монет Центрального банка Российской Федерации номиналом 25 рублей, посвящённая мультфильмам, выпущенным в России и СССР.

## История выпуска
В декабре 2017 года Банк России выпустил новые монеты номиналом 25 рублей, начав новую серию памятных монет «Российская (советская) мультипликация».
В основе серии лежат фильмы, созданные при помощи средств мультипликации, выпускавшиеся в СССР и современной России.
При выпуске монет, посвященных какой-либо анимационной картине, единовременно выходят сразу три вида монет, имеющих единый дизайн, но разные характеристики:
1. 25 рублей, выполненные из медно-никелевого сплава или стали с никелевым гальваническим покрытием (качество анциркулейтед);
2. 25 рублей, выполненные из медно-никелевого сплава, имеющие цветное тематическое изображение и сувенирную пластиковую упаковку (качество анциркулейтед);
3. 3 рубля, выполненные из серебра 925 пробы (качество пруф).

Монеты номиналом 25 рублей чеканятся на Московском монетном дворе (ММД), 3 рубля на Санкт-Петербургском (СПМД).
Всего в серии 14 монет:
- 2017 год — «Три богатыря», «Винни Пух»[4];
- 2018 год — «Ну, погоди!»[5];
- 2019 год — «Бременские музыканты»[6], «Дед мороз и лето»[7];
- 2020 год — «Барбоскины»[8], «Крокодил Гена»[9];
- 2021 год — «Умка»[10], «Маша и Медведь»[11];
- 2022 год — «Иван Царевич и Серый Волк»[12], «Веселая карусель № 1»[13];
- 2023 год — «Смешарики»[14], «Аленький цветочек»[15];
- 2024 год — «Ёжик в тумане»[16].

К выпуску, согласно опубликованному плану Банка России, готовятся ещё 2 монеты:
- 2025 год — «Фиксики»;
- 2026 год — «Золотая антилопа».

## О монетах
Ниже приведена таблица с видом монет, их тиражом, описанием и каталожным номером.
| №  | Мультфильм, год выпуска                             | 25 рублей Медно-никелевый сплав (2017—2022) Сталь с никелевым гальваническим покрытием (2023—н. в.) | 25 рублей Медно-никелевый сплав (2017—2022) Сталь с никелевым гальваническим покрытием (2023—н. в.) | 25 рублей Медно-никелевый сплав (2017—2022) Сталь с никелевым гальваническим покрытием (2023—н. в.) | 25 рублей Медно-никелевый сплав | 25 рублей Медно-никелевый сплав | 25 рублей Медно-никелевый сплав | 3 рубля Серебро 925 пробы | 3 рубля Серебро 925 пробы | 3 рубля Серебро 925 пробы | Описание | Дата выпуска в обращение |
| №  | Мультфильм, год выпуска                             | Обычное исполнение                                                                                  | Обычное исполнение                                                                                  | Обычное исполнение                                                                                  | Специальное исполнение          | Специальное исполнение          | Специальное исполнение          | Качество «Пруф»           | Качество «Пруф»           | Качество «Пруф»           | Описание | Дата выпуска в обращение |
| №  | Мультфильм, год выпуска                             | Изображение реверса                                                                                 | Тираж, шт.                                                                                          | Каталожный номер                                                                                    | Изображение реверса             | Тираж, шт.                      | Каталожный номер                | Изображение реверса       | Тираж, шт.                | Каталожный номер          | Описание | Дата выпуска в обращение |
| -- | --------------------------------------------------- | --------------------------------------------------------------------------------------------------- | --------------------------------------------------------------------------------------------------- | --------------------------------------------------------------------------------------------------- | ------------------------------- | ------------------------------- | ------------------------------- | ------------------------- | ------------------------- | ------------------------- | --- | ------------------------ |
| 1  | СССР · «Винни пух» · 1969                           | | 450000                                                                                              | 5015-0022                                                                                           |                                 | 50000                           | 5015-0023                       |                           | 3000                      | 5111-0374                 | изображения героев мультфильма «Винни Пух» и рельефные изображения моста через реку и берега на фоне кустов и деревьев, вверху вдоль канта — надпись: «ВИННИ ПУХ»                                           | 28 декабря 2017          |
| 2  | Россия · «Три богатыря» · 2004—н. в.                | | 450000                                                                                              | 5015-0020                                                                                           |                                 | 50000                           | 5015-0021                       |                           | 3000                      | 5111-0373                 | изображения героев мультфильма «Три богатыря» на фоне древнего города, вверху вдоль канта — надпись: «ТРИ БОГАТЫРЯ»                                                                                         | 28 декабря 2017          |
| 3  | СССР · Россия · «Ну, погоди!» 1969—1986 · 1993—2017 | | 450000                                                                                              | 5015-0025                                                                                           |                                 | 50000                           | 5015-0026                       |                           | 3000                      | 5111-0387                 | изображение сцены из мультфильма «Ну, погоди!», справа вверху — надпись: «НУ, ПОГОДИ!» | 31 июля 2018             |
| 4  | СССР · «Бременские музыканты» · 1969                | | 450000                                                                                              | 5015-0029                                                                                           |                                 | 50000                           | 5015-0030                       |                           | 3000                      | 5111-0406                 | изображение сцены из мультфильма; вверху вдоль канта — надпись: «БРЕМЕНСКИЕ МУЗЫКАНТЫ» | 28 августа 2019          |
| 5  | СССР · «Дед мороз и лето» · 1969                    | | 450000                                                                                              | 5015-0031                                                                                           |                                 | 50000                           | 5015-0032                       |                           | 3000                      | 5111-0412                 | изображение сцены из мультфильма; вверху вдоль канта — надпись: «ДЕД МОРОЗ И ЛЕТО» | 5 ноября 2019            |
| 6  | Россия · «Барбоскины» · 2011—н. в.                  | | 850000                                                                                              | 5015-0052                                                                                           |                                 | 150000                          | 5015-0053                       |                           | 7000                      | 5111-0420                 | фигура героя мультфильма — Дружка; вверху — надпись: «БАРБОСКИНЫ». | 29 апреля 2020           |
| 7  | СССР · «Крокодил Гена» 1969                         | | 850000                                                                                              | 5015-0055                                                                                           |                                 | 150000                          | 5015-0056                       |                           | 7000                      | 5111-0439                 | изображение героев мультфильма «Крокодил Гена» на фоне изображения вокзала; вверху вдоль канта — надпись: «КРОКОДИЛ ГЕНА».                                                                                  | 24 ноября 2020           |
| 8  | СССР · «Умка» 1969                                  | | 850000                                                                                              | 5015-0059                                                                                           |                                 | 150000                          | 5015-0060                       |                           | 7000                      | 5111-0445                 | цвете изображение героев мультфильма «Умка» на фоне льда и звездного неба; вверху — надпись: «УМКА». | 30 июня 2021             |
| 9  | Россия · «Маша и Медведь» · 2009—н. в.              | | 850000                                                                                              | 5015-0061                                                                                           |                                 | 150000                          | 5015-0062                       |                           | 7000                      | 5111-0451                 | изображение героев мультфильма «Маша и Медведь» на фоне рельефного изображения интерьера дома Медведя; вверху — выполненная в цвете надпись: «Маша и Медведь».                                              | 19 октября 2021          |
| 10 | Россия · «Иван Царевич и Серый Волк» · 2011—н. в.   | | 850000                                                                                              | 5015-0065                                                                                           |                                 | 150000                          | 5015-0066                       |                           | 7000                      | 5111-0461                 | изображения персонажей мультфильма «Иван Царевич и Серый Волк» на фоне рельефного изображения панорамы Тридевятого царства; вверху — выполненная в цвете надпись в две строки: «Иван Царевич и Серый Волк». | 27 мая 2022              |
| 11 | СССР · Россия · «Веселая карусель № 1» 1969—2018    | | 850000                                                                                              | 5015-0067                                                                                           |                                 | 150000                          | 5015-0068                       |                           | 7000                      | 5111-0476                 | изображение сцены из мультипликационного журнала «Веселая карусель № 1» (Антошка); слева вверху — рельефная надпись: «ВЕСЕЛАЯ КАРУСЕЛЬ № 1».                                                                | 15 ноября 2022           |
| 12 | Россия · «Смешарики» · 2004—н. в.                   | | 850000                                                                                              | 5715-0001                                                                                           |                                 | 150000                          | 5015-0069                       |                           | 7000                      | 5111-0483                 | изображение героев мультфильма «Смешарики» на фоне рельефного изображения домика одного из героев; вверху по окружности имеется рельефная надпись: «СМЕШАРИКИ».                                             | 1 июня 2023              |
| 13 | СССР · «Аленький цветочек» 1952                     | | 850000                                                                                              | 5715-0002                                                                                           |                                 | 150000                          | 5015-0070                       |                           | 7000                      | 5111-0493                 | изображение сцены из мультфильма «Аленький цветочек»; вверху слева по окружности — рельефная надпись «АЛЕНЬКИЙ ЦВЕТОЧЕК».                                                                                   | 20 октября 2023          |
| 14 | СССР · «Ежик в тумане» 1975                         | | 850000                                                                                              | 5715-0003                                                                                           |                                 | 150000                          | 5015-0072                       |                           | 7000                      | 5111-0510                 | изображение героя мультфильма «Ежик в тумане», стоящего на холмике, на фоне пейзажа, выполненного рельефом, и тумана; вверху слева по окружности — рельефная надпись «ЕЖИК В ТУМАНЕ».                       | 23 сентября 2024         |
| 15 | Россия · «Фиксики» 2010—н. в.                       | —                                                                                                   | 850000                                                                                              | —                                                                                                   | —                               | 150000                          | —                               | —                         | 7000                      | —                         | — | 2025                     |
| 16 | СССР · «Золотая антилопа» 1954                      | —                                                                                                   | 850000                                                                                              | —                                                                                                   | —                               | 150000                          | —                               | —                         | 7000                      | —                         | — | 2026                     |